# الینور آنژو
الینور آنژو (انگلیسی: Eleanor of Anjou؛ اوت ۱۲۸۹ – ۹ اوت ۱۳۴۱ (۵۲ سال)) ملکه سیسیل به عنوان همسر فردریک سوم سیسیل بود. الینور یکی از اعضای دودمان کاپتی آنژو، سومین دختر شارل دوم ناپل و ماریا مجارستان ملکه ناپل بود. وی نخست در سال ۱۲۹۹ با فیلیپ دو توسی، نارجو دو توسی ازدواج کرد اما ازدواج آنها در ۱۷ ژانویه ۱۳۰۰ توسط پاپ بونیفاس هفتم لغو شد. وی در سال ۱۳۰۲ با فردریک سوم سیسیل ازدواج کرد.